# Kaspar Maria von Sternberg

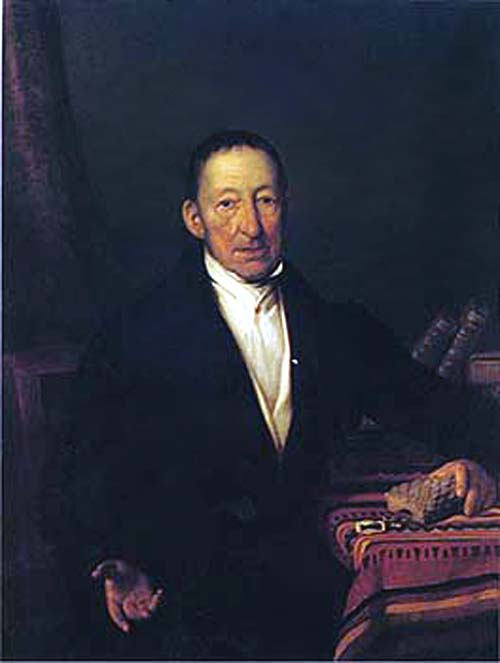
Kaspar Graf Sternberg mit einer versteinerten Pflanze

Kaspar Maria Graf Sternberg (auch: Caspar, tschechisch: hrabě Kašpar Maria Šternberk; * 6. Januar 1761 in Prag; † 20. Dezember 1838 in Březina bei Rokitzan) war ein habsburgisch-böhmischer Theologe, der 1785 Domkapitular in Regensburg wurde. 1802 wurde er als Stellvertreter von Fürst Karl Alexander von Thurn und Taxis an die Spitze der politischen Verwaltung im neuen Fürstentum Regensburg unter Fürstprimas Karl Theodor von Dalberg berufen.
Sternberg war auch Mineraloge und als Botaniker Mitglied der am Ende des 18. Jahrhunderts gegründeten botanischen Gesellschaft. Im Namen der Botanischen Gesellschaft nahm Sternberg brieflichen Kontakt auf zu Goethe, dem er die Ehrenmitgliedschaft anbot, als dem geistreichen und scharfsinnigen Begründer der Metamorphose der Pflanzen.
Ab 1820 pflegte Sternberg eine Freundschaft mit Goethe und galt als Begründer der modernen Paläobotanik. Sein offizielles botanisches Autorenkürzel lautet „Sternb.“
Sternberg gründete auch die Gesellschaft des vaterländischen Museums in Böhmen, auf die das Prager Nationalmuseum zurückgeht.

## Leben

### Kindheit und Jugend
Kaspar Sternberg wurde als jüngster von drei Söhnen des Grafen Johann von Sternberg und der Gräfin Anna Josefa, geb. Kolowrat Krakowský geboren. Bereits mit elf Jahren wurde er für die geistliche Laufbahn bestimmt und begann 1778 mit der priesterlichen Ausbildung im Collegium Germanicum in Rom, genoss nach dessen Abschluss noch ein weiteres Jahr in Rom und Neapel, um schließlich 1783 nach Regensburg zu ziehen und dort eine geistliche Berufslaufbahn zu beginnen.

### Regensburg

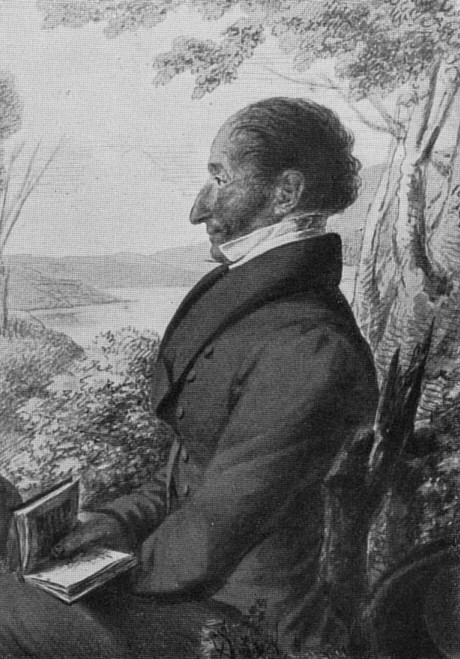
Caspar Graf Sternberg

In Regensburg wurde Sternberg 1785 Domkapitular und trat als 24-Jähriger zum ersten Mal mit der Freimaurerloge in Kontakt. Sternberg wurde Mitglied der Loge und durch diese Mitgliedschaft in seiner aufgeklärten Gesinnung so geprägt, dass diese aufgeklärte Gesinnung sein ganzes Leben lang erhalten blieb. Auch die Französische Revolution und die anschließenden Kämpfe der Franzosen gegen Deutschland beeinträchtigten sein Leben und prägten die Einstellungen Sternbergs erheblich. Erstmals 1787 und dann wieder 1804 reiste er mit dem Regensburger Fürstprimas und Erzkanzler Karl Theodor von Dalberg zur Kaiserkrönung von Napoléon nach Paris. Dort trat er mit Talleyrand in Verhandlungen mit dem Ziel, die Position von Regensburg zu stärken. Er erreichte die Vereinigung der Bistümer Mainz und Regensburg zu einem Metropolitankapitel. Während dieser Jahre war Sternberg auch Gesandter am Immerwährenden Reichstag als Vertreter des Hochstifts Freising beim Reichsdeputationshauptschluss.
In Paris machte Sternberg im Hause von Alexander von Humboldt Bekanntschaft mit vielen französischen Naturforschern, die so wie er selbst eine Leidenschaft für die Naturwissenschaften entwickelt hatten. Mit den Naturwissenschaften hatte ihn schon in der Jugend sein Bruder Joachim vertraut gemacht. In den 1790er Jahren hatte er begonnen, sich intensiver mit der Botanik zu befassen, war in Regensburg 1799 der von David Heinrich Hoppe 1790 gegründeten Botanischen Gesellschaft in Regensburg beigetreten. Er unterstützte die Einrichtung einer kleinen Gartenanlage vor der südlichen Stadtmauer, westlich vom Kloster Sankt Emmeram, unterstützt und gründete 1806 die Regensburger Akademie der Naturwissenschaften der er als Präsident vorstand.
1800 war Sternberg zum Domherrn in Regensburg ernannt worden. 1802 kam er als Vizepräsident des Landesdirektoriums und Stellvertreter des Fürsten Karl Alexander von Thurn und Taxis an die Spitze der politischen Verwaltung im Fürstentum Regensburg unter dem aufgeklärten Landesherren Fürstprimas Karl Theodor von Dalberg. Dieses Amt hatte er vier Jahre inne und nutzte die Zeit, um vor dem Peterstor das Grundstück eines großen, aufgelassenen Außenwerkes vor der Stadtmauer zu erwerben. Dort neben dem bereits vorhandenen Garten der botanischen Gesellschaft, in unmittelbarer Nähe der um 1780 auf Initiative von Fürst Karl Anselm von Thurn und Taxis entstandenen Fürst-Anselm-Allee, in Sichtweite des Obelisken für den 1805 verstorbenen Fürsten Karl Anselm und mit Aussicht auf das damals bereits in Planung begriffene Kepler-Denkmal und mit Sicht auf die bereits im Mittelalter entstandene Predigtsäule, wollte Sternberg als zusätzliche Attraktion für dieses große städtische Areal einen botanischen Garten anlegen.

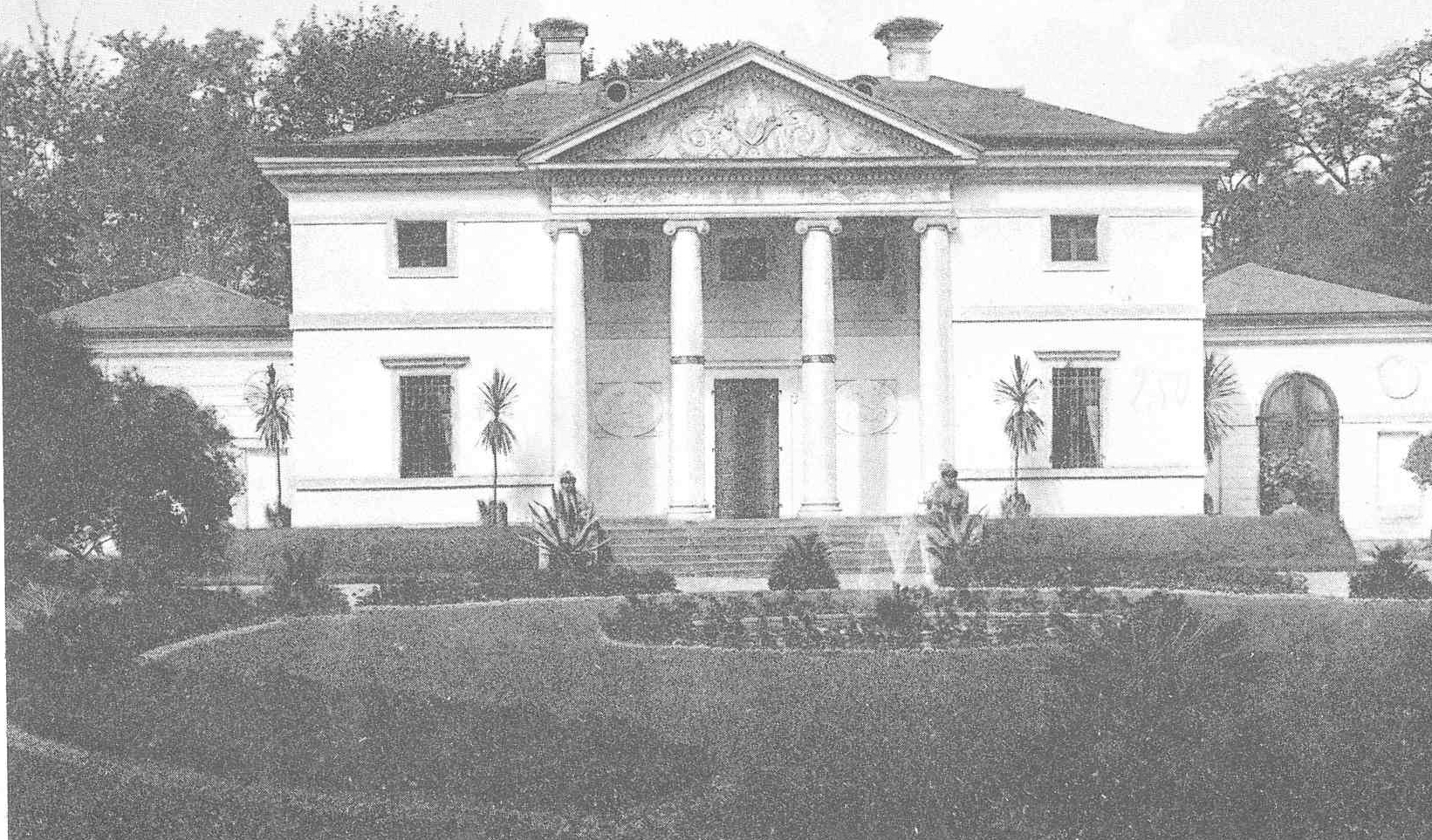
Gartenpalais „Theresens Ruh“ (um 1915)

Das Vorhaben gelang und zusätzlich ließ Sternberg 1805 als Treffpunkt für botanisch interessierte Bürger und Naturwissenschaftler ein Gartenpalais errichten, eine Sommervilla mit dreiteiligem Portikus, Dreiecksgiebel und Freitreppe. Die Villa hatte ihre Schaufront zum Alleenweg, so dass Vorübergehende die Inschrift über dem Portikus lesen konnten: Das Schöne in Verbindung mit dem Guten. Im Inneren überwölbte eine Kuppel den runden Salon und außen sollten zwei Seitenflügel botanischen Zwecken dienen. Wegen der unsicheren politischen Verhältnisse hinsichtlich der zukünftigen unabhängigen Existenz des Fürstentums Regensburg verkaufte Sternberg 1806 das Gelände des botanischen Gartens und das Palais an Dalberg, konnte aber in den Folgejahren die Einrichtungen für seine naturwissenschaftliche Akademie weiterhin nutzen. Im Verlauf der napoleonischen Kriege wurden der botanische Garten und auch das Gartenpalais im April 1809 schwer beschädigt. 1810 fiel das Fürstentum Regensburg und damit auch das Gelände mit dem Gartenpalais zunächst an das Königreich Bayern und wurde dann 1813 für 6.000 Gulden von Karl Alexander von Thurn und Taxis aufgekauft. Er ließ das teilzerstörte Gartenpalais renovieren und zu einem Alterssitz für seine Ehefrau, die Fürstin Therese von Thurn und Taxis umgestalten. Die neue Inschrift über dem Porticus lautete: „Theresens Ruh“.
Im Verlauf dieser Jahre, in denen sich die politischen Verhältnisse mit den Napoleonischen Kriegen in Deutschland stark änderten, hatte sich das Einvernehmen Sternbergs mit Dalberg, das lange Zeit freundschaftlich war, getrübt. Dalberg war ein überzeugter Befürworter Napoléons, während Sternberg in der Verteidigung eines vereinten Großdeutschlands gegen den Herrscher Frankreichs das Gebot der Stunde sah. Doch zog er sich im Übrigen in dieser politisch bewegten und ungewissen Zeit, in der er inzwischen sowohl in Böhmen als auch in Deutschland beheimatet war, von den öffentlichen und geistlichen Geschäften mehr und mehr zurück, um sich schließlich ganz den Naturwissenschaften zuzuwenden.

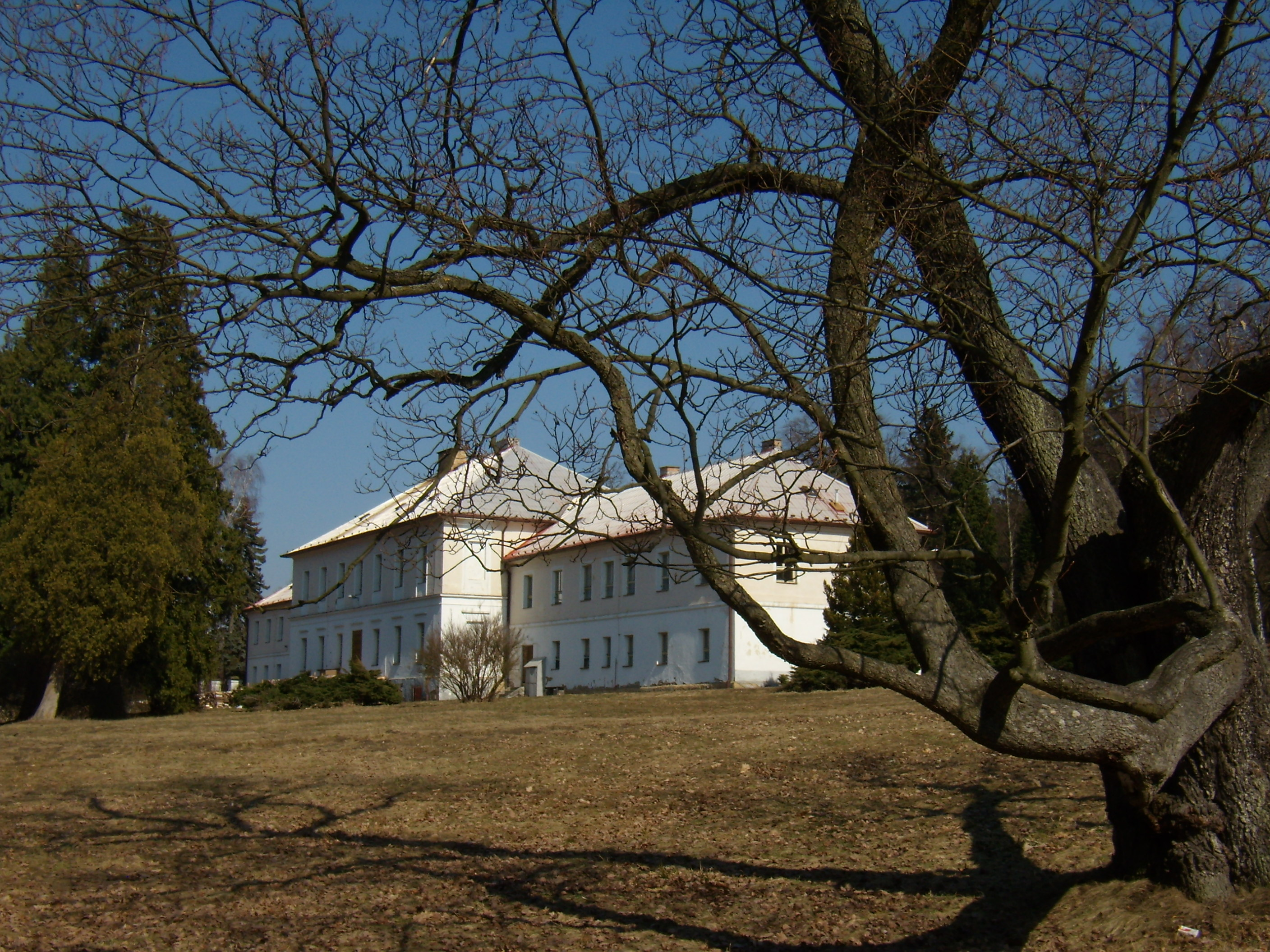
Schloss Březina, Böhmen

Mit dem Tod seines zweiten Bruders Joachim 1808 auf dessen Gut in Březina (bei Radnitz im Pilsner Kreis) und mit der Zerschlagung seiner Hoffnungen auf die Position des Koadjutors an der Seite Dalbergs – Napoléon hatte Dalberg zur Annahme seines Stiefonkels, Kardinal Joseph Fesch, verpflichtet – sah sich Sternberg vor die Wahl gestellt, die Aufsplitterung des deutschen Reiches in viele kleinere Lande an Ort und Stelle mitzuerleben und zu erleiden, oder seine geistliche Karriere abzubrechen und das böhmische Gut seiner Familie als einziger Hinterbliebener weiterzuführen. Als 1810 Regensburg an Bayern überging, entschloss er sich endgültig, seine Lebensinteressen nach Böhmen zu verlegen, seine Güter in Liblín und Radnitz zu verwalten und damit das Patronat über zwölf Dörfer mit insgesamt 3000 Einwohnern zu übernehmen, die zum Großteil als Landwirte beschäftigt waren, in der Minderheit jedoch in der Sternbergschen Eisenhütte, in dem Schwarzkohlebecken und in der Forstwirtschaft ihren Unterhalt erwarben.
In der Hingabe an seine naturwissenschaftlichen Interessen wusste er die Wartung des Gutshofes in Brzezina glücklich zu verbinden mit der Erforschung und Nutzbarmachung belebter und unbelebter Natur. Hiermit legte Sternberg den Grundstein zu seinem letzten Lebensabschnitt.

### Böhmen

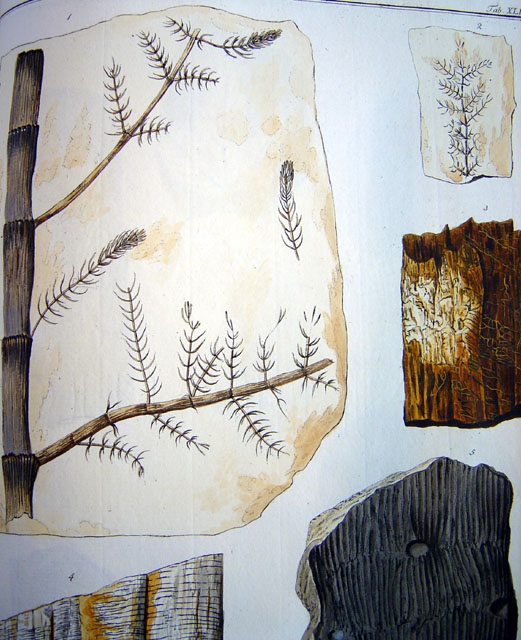
Fossile Schachtelhalmgewächse

Sternberg erfasste im wissenschaftlichen Geschehen seiner Zeit die Notwendigkeit eines intensiven Gedankenaustausches, der über die Landesgrenzen hinausgehen sollte. So wurde er eifriger Mitwirker an den von Lorenz Oken in den 1822 ins Leben gerufenen wissenschaftlichen Kongressen im Rahmen der Versammlungen der Gesellschaft deutscher Naturforscher und Ärzte.
Um aber außerdem auch Böhmen zu einiger wissenschaftlicher und kultureller Geltung zu erheben, gründete er 1818 zusammen mit seinem Vetter Franz Graf Sternberg-Manderscheid, Franz Graf Klebelsberg-Thumburg und dem Oberstburggrafen Franz Anton von Kolowrat-Liebsteinsky das Vaterländische Museum in Böhmen, ebenso eine zugehörige Gesellschaft in Prag, die unter Franz Sternberg-Manderscheid einen historisch-künstlerisch-literarischen und unter Kaspar Sternberg einen naturgeschichtlichen Zweig verwaltete.
Hier waren die wissenschaftlichen Bereiche vielfältig: Das Museum verfügte in seinem naturgeschichtlichen Teil schon bald über botanische, mineralogische und geognostische Sammlungen. Diese entsprachen auch den von Sternberg ausgeübten Wissenschaften. Meteorologische Untersuchungen, die er unter anderem auch in Brzezina durchführte, kamen noch hinzu. Die vier genannten naturwissenschaftlichen Bereiche beinhalten zu einem erheblichen Anteil auch den 1820 begonnenen Briefwechsel mit Goethe.
Die Gründung der Monatschrift der Gesellschaft des vaterländischen Museums 1827 besiegelte die Verbreitung der wissenschaftlichen und kulturellen Entwicklung Böhmens auch im Ausland. Ihre Aufgabe sah sie darin, das „Einheimische, Bodenwüchsige, Eigenständige auf allen Gebieten zu pflegen, in Geschichte und Naturwissenschaft, in Kunst und Dichtung“.
Die Familie Sternberg war schon länger bekannt gewesen für ihr stetes Bemühen um das Wohl des Landes. In dieser Gesinnung übernahm Sternberg ab 1826 auch den Vorsitz über die Patriotisch-ökonomische Gesellschaft in Böhmen, einen bereits von Maria Theresia ins Leben gerufenen Verein zur Förderung der böhmischen Wirtschaft, und verwendete sich ab 1827 für die Errichtung eines Eisenbahnverkehrs von Prag nach Pilsen und 1836 für den Bau einer Kettenbrücke über die Moldau, die die durch den Fluss getrennten Teile Prags verkehrstechnisch verbinden und dadurch eine Transportmöglichkeit von und zu dem auf der Prager Kleinseite (Prag-Smíchov) aufblühenden Industriezentrum schaffen sollte.

### Alter

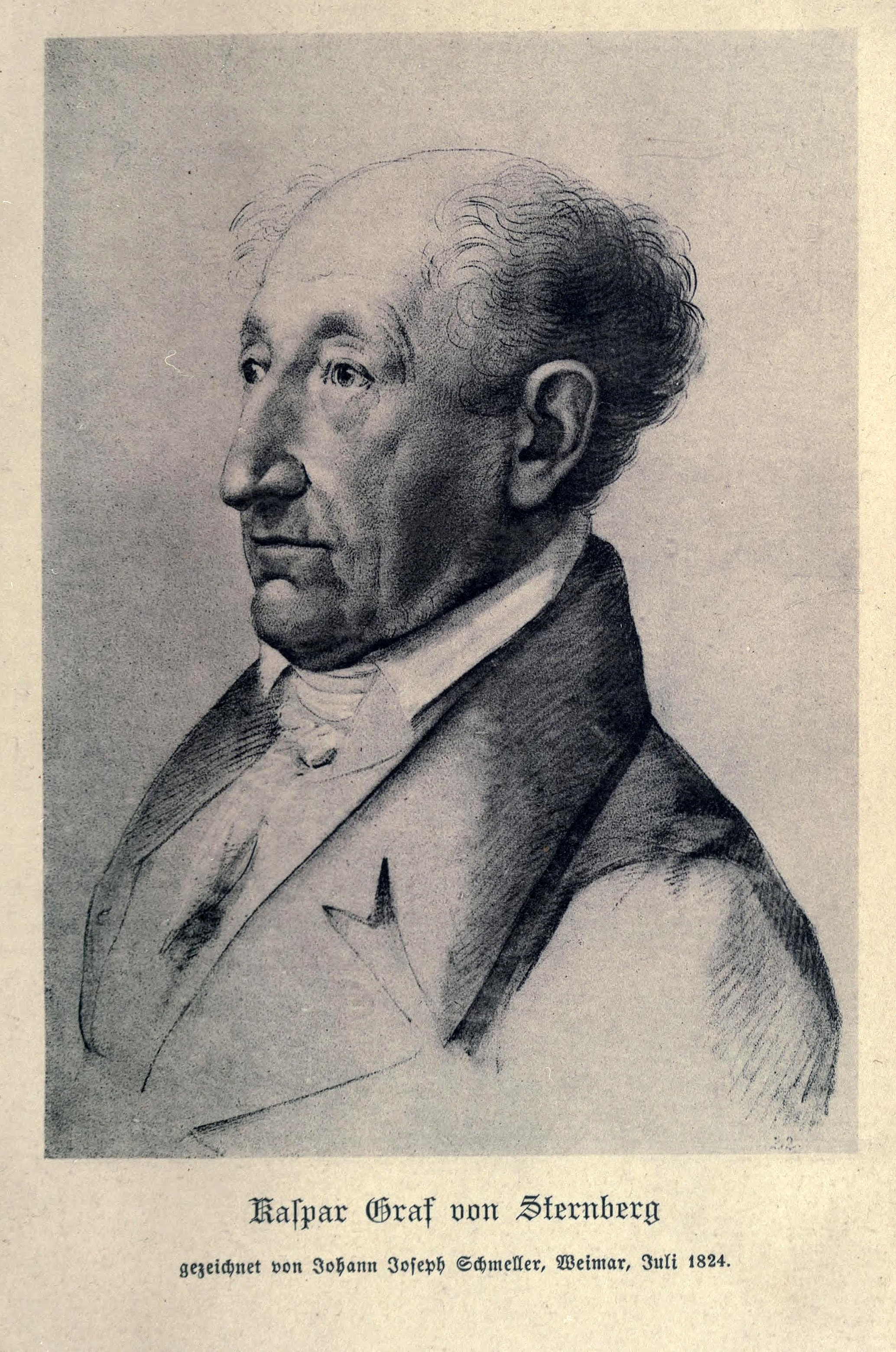
Sternberg im Profil

Die persönlichen Kontakte, die Sternberg nicht nur innerhalb der Monarchie, sondern im ganzen deutschsprachigen Raum unterhielt pflegte der Alternde unermüdlich fort. Die Jahre 1824, 1827 und 1830 führten ihn nach Weimar, da Goethe nach 1823 nicht mehr nach Böhmen reiste. In Regensburg, wo er 25 Jahre seines Lebens verbracht hatte, traf er 1816 Fürstprimas Dalberg, der im Folgejahr starb und nahm 1819 und 1820 an Sitzungen der botanischen Gesellschaft teil. 1824 schied er aus dem Regensburger Domkapitel aus und beteiligte sich 1824 und 1827 noch an Exkursionen der botanischen Gesellschaft. Letztmals verweilte er im September 1837 bei alten Freunden für 14 Tage in seinem „lieben, alten Regensburg, bevor das Licht meiner Augen ganz verlischt“.
Anfang Januar 1838 erlag Sternberg, der in den letzten Jahren fast erblindet und immer einsamer geworden war, auf seinem Gut in Brzezina einem Schlaganfall.
Seine Familiengruft befindet sich auf dem Friedhof Horní Stupno bei Břasy im Pilsner Kreis.

## Werk

Sternbergs Hauptwerk: „Versuch einer geognostisch-botanischen Darstellung der Flora der Vorwelt“

Sternbergs wissenschaftliches Werk umfasst über 70 Publikationen, vornehmlich aus dem Bereich der Botanik, Paläobotanik und Geognosie, aber auch zur Kommerzialisierung und Nutzbarmachung der böhmischen Bodenerzeugnisse.
Sein Hauptwerk bestand in der Herausgabe eines Versuch[s] einer geognostisch-botanischen Darstellung der Flora der Vorwelt (1820–1838), das zu seiner Zeit als Standardwerk galt und in seiner wissenschaftlichen Bedeutung an die Seite des Werks von Ernst Friedrich von Schlotheim und Adolphe Brongniart zu stellen ist. Sternberg verfolgte und erreichte darin das Ziel, die vorzeitlichen pflanzlichen Zeugen nach Linnés System rezenter Pflanzen zu bestimmen und systematisch einzugliedern – erkennend, dass auch fossile Arten unter spezifischen ökologischen Bedingungen und in biotopisch bestimmten Gemeinschaften lebten. Er distanzierte sich damit auch von der biblischen Vorstellung eines vorsintflutlichen Lebens seiner Vorgänger des 18. Jahrhunderts.
- Umrisse einer Geschichte des Bergbaus und der Berggesetzgebung des Königreichs Böhmen. 2 Bände, Prag 1836/38[4][5][6]
- Revisio Saxifragarum. Regensburg 1810.[7]

## Ehrungen
Im Jahr 1808 wurde er zum korrespondierenden und 1822 zum auswärtigen Mitglied der Bayerischen Akademie der Wissenschaften gewählt. Im Jahr 1818 wurde er mit dem Beinamen Jason VII. zum Mitglied der Gelehrtenakademie Leopoldina gewählt.
Das 1827 durch Wilhelm von Haidinger erstbeschriebene Mineral Sternbergit ist nach ihm benannt.
Der Kaiser von Österreich verlieh Sternberg 1833 das Kommandeurkreuz des Leopoldsorden.
Die Pflanzengattung Sternbergia Waldst. & Kit. aus der Familie der Amaryllisgewächse (Amaryllidaceae) ist nach ihm benannt worden.
In Regensburg ist eine Straße nach ihm benannt.